# Die Nimbols
Die Nimbols ist eine deutsche, verkehrspädagogische Animationsserie für Kinder, die 2004 produziert wurde.

## Handlung
Die Serie handelt von fünf außerirdischen Jungen, den Nimbols, die sich mit den Regeln des Sternenverkehrs vertraut machen. Wie beim Straßenverkehr auf der Erde müssen sie hierbei auch viel beachten und lernen. Sie lernen außerdem zusammenzuarbeiten und erleben viele Abenteuer.

## Produktion und Veröffentlichung
Die Erstausstrahlung fand am 3. Oktober 2004 auf Super RTL statt. Weitere Ausstrahlungen erfolgten auf Jetix.

## Episodenliste
| Episode | Titel                          | Erstausstrahlung  |
| ------- | ------------------------------ | ----------------- |
| 1       | Die Konkurrenz                 | 03. Oktober 2004  |
| 2       | Unter Verdacht                 | 10. Oktober 2004  |
| 3       | Eine schrecklich nette Familie | 17. Oktober 2004  |
| 4       | Ein Freund in Not              | 24. Oktober 2004  |
| 5       | Die große Prüfung              | 31. Oktober 2004  |
| 6       | Eine riskante Erfindung        | 07. November 2004 |
| 7       | Der Superstar                  | 14. November 2004 |
| 8       | Das große Rennen               | 21. November 2004 |
| 9       | Die Party                      | 28. November 2004 |
| 10      | Der große Zauberer             | 05. Dezember 2004 |
| 11      | Eifersucht macht blind         | 12. Dezember 2004 |
| 12      | Die Illusion                   | 19. Dezember 2004 |
| 13      | Wer wird Milliardär?           | 26. Dezember 2004 |
| 14      | Die Entführung                 | 19. November 2006 |
| 15      | Der Aufstand der Ampeln        | 23. Januar 2005   |
| 16      | Das schwarze Loch              | 26. November 2006 |
| 17      | Drei Vollmonde                 | 03. Dezember 2006 |
| 18      | Der Unfall                     | 13. Februar 2005  |
| 19      | Ein unerwarteter Erfolg        | 20. Februar 2005  |
| 20      | Das Austauschmodell            | 27. Februar 2005  |
| 21      | Achtung, Aufnahme!             | 06. März 2005     |
| 22      | Die Riesenportion – Teil 1     | 13. März 2005     |
| 23      | Die Riesenportion – Teil 2     | 20. März 2005     |
| 24      | Der Elternsprechtag            | 27. März 2005     |
| 25      | Auf und davon                  | 03. April 2005    |
| 26      | Der Nationalfeiertag           | 10. April 2005    |